# Геворгян, Мария Грайровна
Мария Грайровна Геворгян (арм. Մարիա Գևորգյան; род. 21 декабря 1994, Ереван) — армянская шахматистка, гроссмейстер среди женщин (2015). Пятикратная победительница чемпионата Армении по шахматам среди женщин (2016, 2017, 2019, 2020, 2023).

## Биография
В шахматы научилась играть в возрасте трёх лет благодаря дедушке — спортивному журналисту Деренику Геворгяну. С семи лет стала посещать шахматную школу, а потом и шахматную академию, где с ней в разное время работали Роман Акопов, Ваагн Хачатрян и Арсен Егиазарян. В 2011 году в болгарском курорте Албена завоевала 3-е место на юношеском чемпионате Европы в возрастной группе до 18 лет. В 2012 году Мария победила на чемпионате Армении по шахматам среди девушек в возрастной группе до 18 лет и на 12-м индивидуальном юношеском чемпионате Европы по быстрым шахматам в возрастной группе до 18 лет.
В 2014 и в 2015 году Мария стала вице-чемпионкой чемпионата Армении по шахматам среди женщин. На 71-м чемпионате Армении по шахматам среди женщин в 2016 году она набрала 8½ очков из 9 возможных и за тур до окончания обеспечила себе победу в турнире. В январе 2017 года Мария, набрав 6½ очков из 9 возможных, второй год подряд стала чемпионкой Армении по шахматам. Побеждала также на чемпионатах Армении по шахматам среди женщин в 2019, 2020 и в 2023 году. С 2017 года привлекается в сборную Армении, участвовала в её составе в командных чемпионатах Европы (2017, 2023) и мира (2019).